# 塞爾維亞交通
塞爾維亞因其地理位置經常被稱為東方和西方的十字路口，擁有重要的交通位置。

## 鐵路
塞爾維亞鐵路全長4,093 km，其中1,279 km經過電氣化。

## 公路
塞爾維亞國內公路全長37,937 km，其中經過鋪裝的有23,937 km。塞爾維亞國內高速公路全長688 km。

## 水運
多瑙河和薩瓦河是塞爾維亞主要的兩大內河航路。塞爾維亞首都貝爾格勒是多瑙河上的主要內河港口之一。